# Liste der Bodendenkmäler in Wolnzach
Auf dieser Seite sind die Bodendenkmäler in dem oberbayerischen Markt Wolnzach zusammengestellt. Diese Tabelle ist eine Teilliste der Liste der Bodendenkmäler in Bayern. Grundlage ist die Bayerische Denkmalliste, die auf Basis des Bayerischen Denkmalschutzgesetzes vom 1. Oktober 1973 erstmals erstellt wurde und seither durch das Bayerische Landesamt für Denkmalpflege geführt wird. Die folgenden Angaben ersetzen nicht die rechtsverbindliche Auskunft der Denkmalschutzbehörde.

## Bodendenkmäler in Wolnzach

### Bodendenkmäler in der Gemarkung Burgstall
| Lage                                  | Objekt | Akten-Nr.     | Bild                                          |
| ------------------------------------- | --- | ------------- | --------------------------------------------- |
| Burgstall Burgweg 6 (Standort)        | Mittelalterliche und frühneuzeitliche Befunde im Bereich der Katholischen Filialkirche St. Stephan in Burgstall, darunter der ehemalige Friedhof. | D-1-7335-0114 | Mittelalterliche und frühneuzeitliche Befunde |
| Burgstall Johannesstraße 3 (Standort) | Burgstall des Mittelalters sowie ehemalige Hofmarkschloss des späten Mittelalters und der frühen Neuzeit. Siehe auch: Schloss Burgstall           | D-1-7335-0115 |                                               |
| Burgstall (Standort)                  | Frühneuzeitliche Befunde im Bereich der Katholischen Wallfahrtskirche Mariä Himmelfahrt in Lohwinden. Siehe auch: Lohwinden                       | D-1-7335-0116 | weitere Bilder                                |
| Burgstall (Standort)                  | Siedlung vorgeschichtlicher Zeitstellung. | D-1-7435-0111 |                                               |

### Bodendenkmäler in der Gemarkung Eschelbach a.d.Ilm
| Lage                                             | Objekt | Akten-Nr.     | Bild                                          |
| ------------------------------------------------ | --- | ------------- | --------------------------------------------- |
| Eschelbach a.d.Ilm Don-Bosco-Straße 7 (Standort) | Mittelalterliche und frühneuzeitliche Befunde im Bereich der Katholischen Pfarrkirche St. Emmeram in Eschelbach. Siehe auch: Eschelbach an der Ilm | D-1-7435-0118 | Mittelalterliche und frühneuzeitliche Befunde |
| Eschelbach a.d.Ilm (Standort)                    | Burgstall des Mittelalters. | D-1-7435-0124 |                                               |
| Eschelbach a.d.Ilm (Standort)                    | Gräber des frühen Mittelalters. | D-1-7435-0132 |                                               |
| Eschelbach a.d.Ilm (Standort)                    | Burgstall des Mittelalters. | D-1-7435-0167 |                                               |
| Eschelbach a.d.Ilm (Standort)                    | Burgstall des Mittelalters. | D-1-7435-0168 |                                               |

### Bodendenkmäler in der Gemarkung Gebrontshausen
| Lage                                        | Objekt | Akten-Nr.     | Bild                                          |
| ------------------------------------------- | --- | ------------- | --------------------------------------------- |
| Gebrontshausen (Standort)                   | Mittelalterliche und frühneuzeitliche Befunde im Bereich der Katholischen Filialkirche St. Peter und Paul in Hüll. Siehe auch: Hüll (Wolnzach)        | D-1-7336-0011 | Mittelalterliche und frühneuzeitliche Befunde |
| Gebrontshausen Gebehardstraße 8 (Standort)  | Mittelalterliche und frühneuzeitliche Befunde im Bereich der Katholischen Pfarrkirche Mariae Empfängnis in Gebrontshausen. Siehe auch: Gebrontshausen | D-1-7435-0106 | Mittelalterliche und frühneuzeitliche Befunde |
| Gebrontshausen Auerbergstraße 30 (Standort) | Mittelalterliche und frühneuzeitliche Befunde im Bereich der Katholischen Filialkirche St. Peter und Paul in Jebertshausen.                           | D-1-7435-0108 | Mittelalterliche und frühneuzeitliche Befunde |

### Bodendenkmäler in der Gemarkung Geroldshausen i.d.Hallertau
| Lage                                               | Objekt | Akten-Nr.     | Bild                                          |
| -------------------------------------------------- | --- | ------------- | --------------------------------------------- |
| Geroldshausen i.d.Hallertau Kirchberg 7 (Standort) | Mittelalterliche und frühneuzeitliche Befunde im Bereich der ehemalige Katholischen Pfarrkirche St. Martin in Obergeroldshausen. | D-1-7435-0112 |                                               |
| Geroldshausen i.d.Hallertau (Standort)             | Siedlung vor- und frühgeschichtlicher Zeitstellung.                                                                              | D-1-7435-0129 |                                               |
| Geroldshausen i.d.Hallertau (Standort)             | Siedlung vor- und frühgeschichtlicher Zeitstellung.                                                                              | D-1-7435-0133 |                                               |
| Geroldshausen i.d.Hallertau (Standort)             | Viereckschanze der späten Latènezeit. Siehe auch: Viereckschanze, Latènezeit                                                     | D-1-7435-0135 |                                               |
| Geroldshausen i.d.Hallertau Kirchweg 1 (Standort)  | Mittelalterliche und frühneuzeitliche Befunde im Bereich der Katholischen Filialkirche St. Andreas in Untergeroldshausen.        | D-1-7435-0145 | Mittelalterliche und frühneuzeitliche Befunde |

### Bodendenkmäler in der Gemarkung Gosseltshausen
| Lage                                                 | Objekt | Akten-Nr.     | Bild                                          |
| ---------------------------------------------------- | --- | ------------- | --------------------------------------------- |
| Gosseltshausen (Standort)                            | Mittelalterliche und frühneuzeitliche Befunde im Bereich des Wasserschlosses von Starzhausen.                                                 | D-1-7335-0083 | Mittelalterliche und frühneuzeitliche Befunde |
| Gosseltshausen Ringstraße 6; Ringstraße 4 (Standort) | Mittelalterliche und frühneuzeitliche Befunde im Bereich der Katholischen Pfarrkirche St. Maria in Gosseltshausen. Siehe auch: Gosseltshausen | D-1-7335-0085 | Mittelalterliche und frühneuzeitliche Befunde |
| Gosseltshausen (Standort)                            | Grabhügel vorgeschichtlicher Zeitstellung. | D-1-7335-0087 |                                               |
| Gosseltshausen (Standort)                            | Rechteckiges Grabenwerk vorgeschichtlicher Zeitstellung.                                                                                      | D-1-7335-0124 |                                               |

### Bodendenkmäler in der Gemarkung Haushausen
| Lage                  | Objekt | Akten-Nr.     | Bild                                          |
| --------------------- | --- | ------------- | --------------------------------------------- |
| Haushausen (Standort) | Höhensiedlung des Jungneolithikums, der Bronzezeit und der späten Hallstattzeit, Burgstall des Mittelalters. Siehe auch: Hallstattzeit | D-1-7435-0006 |                                               |
| Haushausen (Standort) | Siedlung des Neolithikums. | D-1-7435-0007 |                                               |
| Haushausen (Standort) | Burgstall des Mittelalters. | D-1-7435-0009 |                                               |
| Haushausen (Standort) | Siedlung des Alt- bis Mittelneolithikums.                                                                                              | D-1-7435-0109 |                                               |
| Haushausen (Standort) | Mittelalterliche und frühneuzeitliche Befunde im Bereich der Katholischen Filialkirche St. Georg in Haushausen. Siehe auch: Haushausen | D-1-7435-0126 | Mittelalterliche und frühneuzeitliche Befunde |

### Bodendenkmäler in der Gemarkung Königsfeld
| Lage                                | Objekt | Akten-Nr.     | Bild                                          |
| ----------------------------------- | --- | ------------- | --------------------------------------------- |
| Königsfeld (Standort)               | Burgstall des Mittelalters. Siehe auch: Burgstall | D-1-7335-0076 |                                               |
| Königsfeld (Standort)               | Siedlung vor- und frühgeschichtlicher Zeitstellung.                                                                                                  | D-1-7335-0078 |                                               |
| Königsfeld Kirchenweg 10 (Standort) | Mittelalterliche und frühneuzeitliche Befunde im Bereich der Katholischen Pfarrkirche St. Margareta in Königsfeld. Siehe auch: Königsfeld (Wolnzach) | D-1-7335-0117 | Mittelalterliche und frühneuzeitliche Befunde |

### Bodendenkmäler in der Gemarkung Larsbach
| Lage                                     | Objekt | Akten-Nr.     | Bild                       |
| ---------------------------------------- | --- | ------------- | -------------------------- |
| Larsbach (Standort)                      | Mittelalterliche und frühneuzeitliche Befunde im Bereich der ehemalige Bründlkapelle bei Larsbach. Siehe auch: Larsbach | D-1-7436-0039 | Bodendenkmal D-1-7436-0039 |
| Larsbach Grubwinner Straße 11 (Standort) | Mittelalterliche und frühneuzeitliche Befunde im Bereich der ehemalige Bründlkapelle bei Larsbach.                      | D-1-7436-0039 |                            |
| Larsbach (Standort)                      | Mittelalterliche und frühneuzeitliche Befunde im Bereich der Katholischen Filialkirche Hl. Kreuz in Larsbach.           | D-1-7436-0040 |                            |

### Bodendenkmäler in der Gemarkung Niederlauterbach
| Lage                                             | Objekt | Akten-Nr.     | Bild           |
| ------------------------------------------------ | --- | ------------- | -------------- |
| Niederlauterbach (Standort)                      | Siedlung vor- und frühgeschichtlicher Zeitstellung. | D-1-7335-0066 |                |
| Niederlauterbach Rottenegger Straße 2 (Standort) | Mittelalterliche und frühneuzeitliche Befunde im Bereich der Katholischen Pfarrkirche St. Emmeram in Niederlauterbach. Siehe auch: Mittelalter, neuzeit, Niederlauterbach (Wolnzach) | D-1-7335-0068 | weitere Bilder |
| Niederlauterbach (Standort)                      | Grabhügel vorgeschichtlicher Zeitstellung, unter anderem der mittleren Bronzezeit. Siehe auch: Hügelgrab, Bronzezeit                                                                 | D-1-7335-0069 |                |
| Niederlauterbach (Standort)                      | Siedlung vor- und frühgeschichtlicher Zeitstellung. | D-1-7335-0071 |                |

### Bodendenkmäler in der Gemarkung Oberlauterbach
| Lage                                              | Objekt | Akten-Nr.     | Bild                                          |
| ------------------------------------------------- | --- | ------------- | --------------------------------------------- |
| Oberlauterbach Dekan-Hofmeier-Straße 4 (Standort) | Mittelalterliche und frühneuzeitliche Befunde im Bereich der Katholischen Pfarrkirche St. Andreas in Oberlauterbach. | D-1-7336-0016 | Mittelalterliche und frühneuzeitliche Befunde |
| Oberlauterbach (Standort)                         | Gräber des frühen Mittelalters.                                                                                      | D-1-7336-0017 |                                               |

### Bodendenkmäler in der Gemarkung Wolnzach
| Lage                             | Objekt | Akten-Nr.     | Bild           |
| -------------------------------- | --- | ------------- | -------------- |
| Wolnzach Marktplatz 6 (Standort) | Mittelalterliche und frühneuzeitliche Befunde im Bereich der Katholischen Pfarrkirche St. Laurentius in Wolnzach. | D-1-7335-0070 | weitere Bilder |
| Wolnzach (Standort)              | Mittelalterliche und frühneuzeitliche Befunde im Bereich des ehemaligen Wasserschlosses von Wolnzach.             | D-1-7335-0075 |                |
| Wolnzach (Standort)              | Mittelalterliche und frühneuzeitliche Befunde im Bereich der Marktsiedlung von Wolnzach.                          | D-1-7335-0086 |                |
| Wolnzach (Standort)              | Mittelalterliche und frühneuzeitliche Befunde im Bereich der ehemalige Friedhofskapelle von Wolnzach.             | D-1-7335-0089 |                |
| Wolnzach (Standort)              | Mittelalterliche und frühneuzeitliche Befunde im Bereich der ehemalige Friedhofskapelle von Wolnzach.             | D-1-7335-0089 |                |
| Wolnzach (Standort)              | Gräber des frühen Mittelalters.                                                                                   | D-1-7335-0119 |                |
| Wolnzach (Standort)              | Siedlung des späten Mittelalters und der frühen Neuzeit.                                                          | D-1-7335-0120 |                |
| Wolnzach (Standort)              | Siedlung des Neolithikums (Münchshöfener Kultur). Siehe auch: Neolithikum, Münchshöfener Kultur                   | D-1-7335-0121 |                |